# Mariya Hanhur
Mariya Hanhur –en ucraniano, Марія Гангур– (24 de agosto de 2000) es una deportista ucraniana que compite en halterofilia. Ganó dos medallas en el Campeonato Europeo de Halterofilia, en los años 2022 y 2023, en la categoría de 64 kg.

## Palmarés internacional
| Campeonato Europeo | Campeonato Europeo | Campeonato Europeo | Campeonato Europeo |
| Año                | Lugar              | Medalla            | Categoría          |
| ------------------ | ------------------ | ------------------ | ------------------ |
| 2022               | Tirana (Albania)   | Medalla de oro     | 64 kg              |
| 2023               | Ereván (Armenia)   | Medalla de plata   | 64 kg              |